# Мисс Земля 2022
Мисс Земля 2022 (англ. Miss Earth 2022) — 22-й международный конкурс красоты Мисс Земля, проводился 29 ноября 2022 года в Okada Manila, Параньяке, Столичный регион, Филиппины. Соревнования вернулись на территорию Филиппин в обычном формате впервые после 2019 года, после ослабления ограничений на поездки, связанных с пандемией COVID-19.
В конце вечера, победительница 2021 года — Дестини Вагнер передала корону Мине Сью Чой. Представительница из Южной Кореи впервые выиграла конкурс красоты «Мисс Земля». Другие победительницы по природным стихиям: Шеридан Мортлок, представительница Австралии, «Мисс Земля-Воздух». Надин Аюб, представительница Государство Палестина, «Мисс Земля-Вода». Андреа Агилера, представительница Колумбии, «Мисс Земля-Огонь».
Ведущим вечера стал Джеймс Дикин в шестой раз.

## Закулисье

### Локация и дата
Конкурс купальников проводился 16 ноября в городе Замбоанга и большой вечер коронации проводимый 29 ноября 2022 года, о котором было объявлено во время виртуальных соревнований.

### Отбор участников
Участницы из 85 стран и территорий были выбраны путём проведения местных конкурсов красоты. Четырнадцать из них были выбраны после проведения местных конкурсов, так как они были первонасально выбраны Первыми Вице-мисс. Четыре выбраны после ухода победительниц.

#### Замены
Юнике Суванди, победительница конкурса «Putri Bumi Indonesia 2021», изначально планировалось, что она будет представлять Индонезию на конкурсе. Однако, Путри Буми, потеряла возможность участвовать от «Mahakarya Duta Pesona Indonesia Organization», которая теперь отвечает за выбор представительниц на международный конкурс «Мисс Земля». Карина Басреван была выбрана как участница «Мисс Земля» в ходе закрытого процесса отбора. Бриэль Симмонс, Вторая Вице-мисс «Мисс Земля США 2022», была выбрана после того, как Наталья Салмон лишилась титула по не названым причинам. Элизабет Гасиба, «Мисс Земля Венесуэла 2022», была заменена Орианой Паблос, ставшая Третьей Вице-мисс Мисс Венесуэла 2019 по академическим причинам. Чилише Вакумело, победительница «Мисс Земля Замбия 2022», принимала участие в некоторых предварительных мероприятиях, но отказался от участия по нераскрытым причинам. Её заменила Первая Вице-мисс конкурса «Мисс Земля Замбия 2019» Джойс Мванса.

#### Дебют, возвращение и отказавшиеся от участия
На этом соревновании состоялся дебют участниц из Бурунди, Кабо-Верде и Сенегал. Вернулись Албания, Хорватия, Конго, Эквадор, Эфиопия, Гаити, Гонконг, Ирак, Косово, Мальта, Монголия, Намибия, Пакистан, Польша, Румыния, Шотландия, Сьерра-Леоне, Словакия, Южная Корея, Южный Судан, Уэльс и Замбия. Представительница из Гонконга в последний раз принимал участие в 2011 году, Албания в 2013 году, а Конго, Косово и Шотландия в 2015 году. Ирак, Намибия и Палестина в 2016 году. Эфиопия и Уэльс в 2017 году. Гаити, Южная Корея, Мальта, Словакия и Южный Судан в 2019 году, а остальные в 2020 году.
Отказались от участия — Ангола, Армения, Бангладеш, Ботсвана, Камбоджа, Крым, Дания, Гамбия, Гваделупа, Гватемала, Италия, Кения, Латвия, Ливан, Мьянма, Парагвай, Руанда, Швеция, Сирия и Украина. Участница из Камбоджи — Сориян Анг отказалась от участия из-за финансовых проблем.

## Результаты

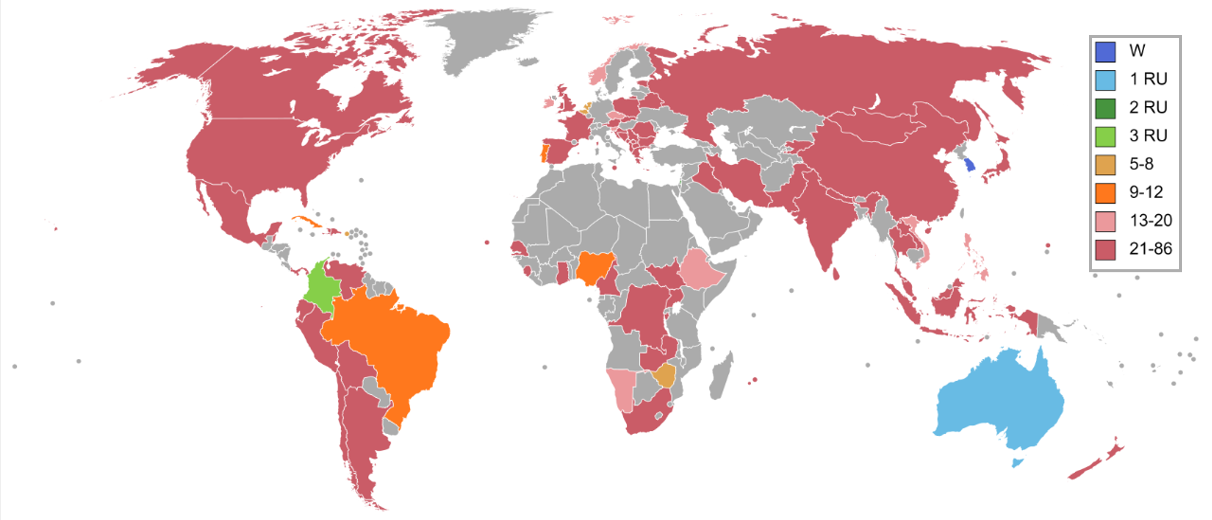
Результаты участницы по странам и территориям

### Итоговые места
| Место               | Участница |
| ------------------- | --- |
| Мисс Земля 2022     | - Республика Корея – Мина Сью Чой |
| Мисс Земля – Воздух | - Австралия – Шеридан Мортлок |
| Мисс Земля – Вода   | - Палестина – Надин Аюб |
| Мисс Земля – Огонь  | - Колумбия – Андреа Агилера |
| Топ 8               | - Бельгия – Дафне Нивель - Нидерланды – Мерел Хендриксен - Пуэрто-Рико – Паулина Авилес - Зимбабве – Сахиле Дубе                                                                                              |
| Toп 12              | - Бразилия – Джессика Педросо - Куба – Шейла Равело - Нигерия – Эстер Аджайи - Португалия – Мария Росадо |
| Toп 20              | - Чехия – Анежка Гералецка - Эфиопия – Хивот Касса - Ирландия – Аланна Ларкин - Намибия – Диана Андимба - Норвегия – Лилли Содал - Филиппины – Дженни Рэмп - Словения – Леа Прстек - Вьетнам – Тхать Тху Тхао |

### Специальные награды
| Награды                    | Награды                    | Континентальная группа  | Континентальная группа    | Континентальная группа      | Континентальная группа   |
| Награды                    | Награды                    | Африка                  | Америки                   | Азия и Океания              | Европа                   |
| -------------------------- | -------------------------- | ----------------------- | ------------------------- | --------------------------- | ------------------------ |
| Лучшее Эко Видео           | Лучшее Эко Видео           | Диана Андимба · Намибия | Андреа Агилера · Колумбия | Сариша Шреста · Непал       | Аланна Ларкин · Ирландия |
| Лучший природный наряд     | Лучший природный наряд     | Эстер Аджайи · Нигерия  | Бриэль Симмонс · США      | Дженни Рэмп · Филиппины     | Лилия Левая · Беларусь   |
| Лучший национальный костюм | Лучший национальный костюм | Эстер Аджайи · Нигерия  | Индира Перес · Мексика    | Карина Басреван · Индонезия | Лилия Левая · Беларусь   |

### Другие награды
| Награды                    | Награды                    | Элементальная группа            | Элементальная группа                 | Элементальная группа        | Элементальная группа        | Прим.  |
| Награды                    | Награды                    | Воздух                          | Эко                                  | Огонь                       | Вода                        | Прим.  |
| -------------------------- | -------------------------- | ------------------------------- | ------------------------------------ | --------------------------- | --------------------------- | ------ |
| Мисс Конгениальность       | Мисс Конгениальность       |                                 |                                      | Шеридан Мортлок · Австралия | Айжан Чаначева · Кыргызстан | [ 23 ] |
| Мисс Фотогеничность        | Мисс Фотогеничность        | Андреа Агилера · Колумбия       | Даяна Шнегота · Босния и Герцеговина |                             |                             | [ 23 ] |
| Лучшие в купальниках       | Лучшие в купальниках       | Андреа Агилера · Колумбия       |                                      |                             |                             | [ 23 ] |
| Мисс Исла де Ромблон 2022  | Мисс Исла де Ромблон 2022  | Шейла Равело · Куба             |                                      |                             |                             | [ 23 ] |
| Мисс Понтефино Эстейт 2022 | Мисс Понтефино Эстейт 2022 | Дафне Нивель · Бельгия          | [ 24 ]                               |                             |                             |        |
| Мисс Понтефино Отель 2022  | Мисс Понтефино Отель 2022  | Джессика Чианчино · Канада      | [ 24 ]                               |                             |                             |        |
| Мисс Флейвор Картель 2022  | Мисс Флейвор Картель 2022  | Паулина Авилес · Пуэрто-Рико    |                                      |                             |                             | [ 25 ] |
| Мисс Лейкшор 2022          | Мисс Лейкшор 2022          | Дженни Рэмп · Филиппины         |                                      |                             |                             | [ 25 ] |
| Мисс Мексика Пампанга 2022 | Мисс Мексика Пампанга 2022 | Мина Сью Чой · Республика Корея |                                      |                             |                             | [ 25 ] |
| Лучшее коктейльное платье  | Лучшее коктейльное платье  |                                 |                                      |                             | Сахиле Дубе · Зимбабве      | [ 26 ] |
| Лучшее креативное платье   | Лучшее креативное платье   | Таис Паузе · Реюньон            |                                      |                             |                             | [ 26 ] |
| Мисс Брукс' Пойнт 2022     | Мисс Брукс' Пойнт 2022     | Джессика Педросо · Бразилия     |                                      |                             |                             | [ 26 ] |

## Предконкурсные мероприятия

### Виртуальные предконкурсные мероприятия
Премьера виртуальных предконкурсных мероприятий Мисс Земля состоялась на официальном YouTube-канале «Мисс Земля» 25 октября 2022 года с темой Знакомство с участницами. Состоялось шесть соревнований: Лучший природный наряд, Предварительное судейство интеллекта, Конкурс национальных костюмов, Красота лица, Фитнес и форма и презентация Эко Видео.
Участницы были разделены на четыре региона — Азия и Океания, Европа, Африка и Америки, для предварительного судейства интеллекта с 1 по 4 ноября 2022 года. Спервая был проведён конкурс «Лучший наряд фауны», на котором были продемонстрированы творческие наряды участниц представителей фауны, которую они представляют. 6 ноября 2022 года состоялась грандиозный показ культуры и традиций участниц в рамках конкурса национального костюма. Другие предварительные туры включают конкурс «Мисс Земля 2022 Красота лица» и Мисс Земля 2022 Фитнес и форма. Презентация «Мисс Земля 2022 Эко Видео» разделила участниц по континентальным группам с 11 по 14 ноября.

### Презентация для прессы
86 участниц были представлены на пресс-презентации конкурса «Мисс Земля 2022» прошедший 14 ноября 2022 года в Okada Manila.
| Награда        | Награда        | Континентальная группа | Континентальная группа    | Континентальная группа      | Континентальная группа        |
| Награда        | Награда        | Африка                 | Америки                   | Азия и Океания              | Европа                        |
| -------------- | -------------- | ---------------------- | ------------------------- | --------------------------- | ----------------------------- |
| Любимец прессы | Любимец прессы | Эстер Аджайи · Нигерия | Андреа Агилера · Колумбия | Шеридан Мортлок · Австралия | Мерел Хендриксен · Нидерланды |

### Конкурс купальников
Конкурс в купальниках проходил в отеле «Azzura Beach Resort», в городе Замбоанга 16 ноября 2022 года. Конкурс выиграли — Эстер Аджайи из Нигерии, (Африка), Андреа Агилера из Колумбии (Америки), Мина Сью Чой из Южной Кореи (Азия и Океания) и Лилия Левая из Беларуси (Европа).
| Событие             | Событие | Континентальная группа                          | Континентальная группа    | Континентальная группа          | Континентальная группа        | Прим.  |
| Событие             | Событие | Африка                                          | Америки                   | Азия и Океания                  | Европа                        | Прим.  |
| ------------------- | ------- | ----------------------------------------------- | ------------------------- | ------------------------------- | ----------------------------- | ------ |
| Конкурс купальников | 1       | Эстер Аджайи · Нигерия                          | Андреа Агилера · Колумбия | Мина Сью Чой · Республика Корея | Лилия Левая · Беларусь        | [ 41 ] |
| Конкурс купальников | 2       | Сахиле Дубе · Зимбабве                          | Шейла Равело · Куба       | Шеридан Мортлок · Австралия     | Екатерина Вельмакина · Россия | [ 41 ] |
| Конкурс купальников | 3       | Абуана Нкуму · Демократическая Республика Конго | Даниэла Рикельме · Чили   | Дженни Рэмп · Филиппины         | Аланна Ларкин · Ирландия      | [ 41 ] |

### Конкурс пляжной одежды
Конкурс пляжной одежды проходил в разных уголках Филиппин с 18 по 19 ноября 2022 года. Победительницами конкурса стали: Мина Сью Чой (Южная Корея), Даниэла Рикельме (Чили), Андреа Агилера (Колумбия) и Джессика Педросо (Бразилия).
| Событие                | Событие | Континентальная группа          | Континентальная группа      | Континентальная группа      | Континентальная группа        | Прим.                |
| Событие                | Событие | Воздух                          | Эко                         | Огонь                       | Вода                          | Прим.                |
| ---------------------- | ------- | ------------------------------- | --------------------------- | --------------------------- | ----------------------------- | -------------------- |
| Конкурс пляжной одежды | 1       | Мина Сью Чой · Республика Корея | Даниэла Рикельме · Чили     | Андреа Агилера · Колумбия   | Джессика Педросо · Бразилия   | [ 44 ] [ 45 ] [ 46 ] |
| Конкурс пляжной одежды | 2       | Юлия Барыга · Польша            | Мария Росадо · Португалия   | Шейла Равело · Куба         | Мерел Хендриксен · Нидерланды | [ 44 ] [ 45 ] [ 46 ] |
| Конкурс пляжной одежды | 3       | Ориана Паблос · Венесуэла       | Чаванпхат Конгним · Таиланд | Шеридан Мортлок · Австралия | Бриэль Симмонс · США          | [ 44 ] [ 45 ] [ 46 ] |

### Конкурс длинных платьев
| Событие         | Событие | Континентальная группа          | Континентальная группа    | Континентальная группа    | Континентальная группа  | Прим.  |
| Событие         | Событие | Воздух                          | Эко                       | Огонь                     | Вода                    | Прим.  |
| --------------- | ------- | ------------------------------- | ------------------------- | ------------------------- | ----------------------- | ------ |
| Лучшая в платье | 1       | Мина Сью Чой · Республика Корея | Даниэла Рикельме · Чили   | Шейла Равело · Куба       | Сьюзан Толедо · Эквадор | [ 47 ] |
| Лучшая в платье | 2       | Паулина Авилес · Пуэрто-Рико    | Мария Росадо · Португалия | Джанелла Паз · Перу       | Айя Коэн · Испания      | [ 47 ] |
| Лучшая в платье | 3       | Дженни Рэмп · Филиппины         | Пол Энн Эстима · Гаити    | Андреа Агилера · Колумбия | Бриэль Симмонс · США    | [ 47 ] |

### Конкурс курортной одежды
| Событие                   | Событие | Континентальная группа          | Континентальная группа | Континентальная группа | Континентальная группа | Прим.  |
| Событие                   | Событие | Воздух                          | Эко                    | Огонь                  | Вода                   | Прим.  |
| ------------------------- | ------- | ------------------------------- | ---------------------- | ---------------------- | ---------------------- | ------ |
| Лучшая в курортной одежде | 1       | Ориана Паблос · Венесуэла       |                        |                        |                        | [ 48 ] |
| Лучшая в курортной одежде | 2       | Паулина Авилес · Пуэрто-Рико    |                        |                        |                        | [ 48 ] |
| Лучшая в курортной одежде | 3       | Мина Сью Чой · Республика Корея |                        |                        |                        | [ 48 ] |

### Конкурс талантов
| Событие       | Событие | Континентальная группа        | Континентальная группа     | Континентальная группа    | Континентальная группа   | Прим.                                                                               |
| Событие       | Событие | Воздух                        | Эко                        | Огонь                     | Вода                     | Прим.                                                                               |
| ------------- | ------- | ----------------------------- | -------------------------- | ------------------------- | ------------------------ | ----------------------------------------------------------------------------------- |
| Лучший талант | 1       | Екатерина Вельмакина · Россия | Эстер Аджайи · Нигерия     | Шейла Равело · Куба       | Аланна Ларкин · Ирландия | [ 49 ] [ 50 ] [ 51 ] [ 52 ] [ 53 ] [ 54 ] [ 55 ] [ 56 ] [ 57 ] [ 58 ] [ 59 ] [ 60 ] |
| Лучший талант | 2       | Симран Мадан · Новая Зеландия | Нандин Сергелен · Монголия | Валери Солис · Панама     | Сахиле Дубе · Зимбабве   | [ 49 ] [ 50 ] [ 51 ] [ 52 ] [ 53 ] [ 54 ] [ 55 ] [ 56 ] [ 57 ] [ 58 ] [ 59 ] [ 60 ] |
| Лучший талант | 3       | Катарина Прагер · Австрия     | Мария Росадо · Португалия  | Элисон Карраско · Франция | Леа Прстек · Словения    | [ 49 ] [ 50 ] [ 51 ] [ 52 ] [ 53 ] [ 54 ] [ 55 ] [ 56 ] [ 57 ] [ 58 ] [ 59 ] [ 60 ] |

## Судьи
- Тереза Мундита Лим – Исполнительный директор ASEAN Centre for Biodiversity[англ.][20]
- Дафна Осинья-Паэс – Телеведущий и ведущий[20]
- Абхисек Гупта – Управляющий директор Mindshare[англ.][20]
- Туи Буй – Старший специалист по международному финансовому сотрудничеству «World Bank Group»[20]
- Роэль Рефран – Генеральный директор Филиппинской фондовой биржи[20]
- Лоррейн Шук[англ.] – Основатель и исполнительный вице-президент организации «Miss Earth Organization»[20]

## Участницы
85 конкурсанток приняли участие в конкурсе:
| Страна/Территория                | Участница               | Djphfcn | Родной город / регион     | Континентальная группа | Элемент стихии |
| -------------------------------- | ----------------------- | ------- | ------------------------- | ---------------------- | -------------- |
| Албания                          | Ригельса Киби           | 25      | Тирана                    | Европа                 | Вода           |
| Аргентина                        | София Мартиноли         | 23      | Бериссо                   | Америки                | Воздух         |
| Австралия                        | Шеридан Мортлок         | 22      | Паддингтон                | Азия и Океания         | Огонь          |
| Австрия                          | Катарина Прагер         | 19      | Вайтра                    | Европа                 | Воздух         |
| Беларусь                         | Лилия Левая             | 25      | Минск                     | Европа                 | Эко            |
| Бельгия                          | Дафне Нивель            | 22      | Синт-Трёйден              | Европа                 | Огонь          |
| Белиз                            | Симона Слеув            | 24      | Кайе-Колкер               | Америки                | Воздух         |
| Боливия                          | Фабиан Вальдивия        | 23      | Санта-Крус-де-ла-Сьерра   | Америки                | Эко            |
| Босния и Герцеговина             | Даяна Шнегота           | 19      | Србац                     | Европа                 | Вода           |
| Бразилия                         | Джессика Педросо        | 23      | Пирасикаба                | Америки                | Вода           |
| Болгария                         | Анжелина Натева         | 26      | София                     | Европа                 | Огонь          |
| Бурунди                          | Лаурия Нишимве          | 21      | Бужумбура                 | Африка                 | Воздух         |
| Кабо-Верде                       | Тайрин да Вейга         | 24      | Таррафал                  | Африка                 | Вода           |
| Камерун                          | Пранди Ноэлла           | 22      | Дуала                     | Африка                 | Огонь          |
| Канада                           | Джессика Чианчино       | 23      | Маркем                    | Америки                | Fire           |
| Чили                             | Даниэла Рикельме        | 22      | Лос-Анхелес               | Америки                | Эко            |
| Китай                            | Ван Шици                | 21      | Шанхай                    | Азия и Океания         | Вода           |
| Колумбия                         | Андреа Агилера          | 25      | Медельин                  | Америки                | Огонь          |
| Хорватия                         | Патриция Ханжек         | 20      | Осиек                     | Европа                 | Огонь          |
| Куба                             | Шейла Равело            | 22      | Сан-Антонио-де-лос-Баньос | Америки                | Огонь          |
| Чехия                            | Анежка Гералецкая       | 20      | Йиглава                   | Европа                 | Огонь          |
| Доминиканская Республика         | Ньевес Маркано          | 26      | Мария-Тринидад-Санчес     | Америки                | Вода           |
| Демократическая Республика Конго | Абуана Нкуму            | 28      | Киншаса                   | Африка                 | Эко            |
| Эквадор                          | Сьюзан Толедо           | 22      | Салинас                   | Америки                | Вода           |
| Англия                           | Бет Райс                | 27      | Суффолк                   | Европа                 | Воздух         |
| Эстония                          | Лииси Таммоя            | 20      | Пярну                     | Европа                 | Воздух         |
| Эфиопия                          | Хивот Касса             | 23      | Аддис-Абеба               | Африка                 | Огонь          |
| Франция                          | Элисон Карраско         | 26      | Тулуза                    | Европа                 | Огонь          |
| Гана                             | Юнис Нкейасен           | 23      | Нкванта                   | Африка                 | Огонь          |
| Греция                           | Джорджия Насту          | 25      | Афины                     | Европа                 | Огонь          |
| Гаити                            | Пол Энн Эстима          | 21      | Порт-о-Пренс              | Америки                | Эко            |
| Гонконг                          | Элисон Чунг             | 28      | Яучимвон                  | Азия и Океания         | Огонь          |
| Индия                            | Ваншика Пармар          | 18      | Химачал-Прадеш            | Азия и Океания         | Эко            |
| Индонезия                        | Карина Басреван         | 26      | Джакарта                  | Азия и Океания         | Огонь          |
| Иран                             | Махру Ахмади            | 23      | Тегеран                   | Азия и Океания         | Воздух         |
| Ирак                             | Джихан Маджид           | 20      | Васит                     | Азия и Океания         | Эко            |
| Ирландия                         | Аланна Ларкин           | 18      | Эркорт                    | Европа                 | Вода           |
| Япония                           | Манаэ Мацумото          | 25      | Сайтама                   | Азия и Океания         | Огонь          |
| Республика Косово                | Вонеса Алиджадж         | 25      | Джяковица                 | Европа                 | Эко            |
| Кыргызстан                       | Айжан Чаначева          | 23      | Нарын                     | Азия и Океания         | Вода           |
| Лаос                             | Джинтана Хидафон        | 24      | Вьентьян                  | Азия и Океания         | Воздух         |
| Малайзия                         | Каджель Каур            | 27      | Ипох                      | Азия и Океания         | Вода           |
| Мальта                           | Ким Пелхэм              | 25      | Сент-Джулианс             | Европа                 | Вода           |
| Маврикий                         | Джоди Пиндиа            | 23      | Маэбур                    | Африка                 | Огонь          |
| Мексика                          | Индира Перес            | 23      | Веракрус                  | Америки                | Эко            |
| Монголия                         | Нандин Сергелен         | 18      | Улан-Батор                | Азия и Океания         | Эко            |
| Черногория                       | Анджела Драшкович       | 22      | Подгорица                 | Европа                 | Эко            |
| Намибия                          | Диана Андимба           | 23      | Виндхук                   | Африка                 | Эко            |
| Непал                            | Сариша Шрестха          | 26      | Лалитпур                  | Азия и Океания         | Огонь          |
| Нидерланды                       | Мерел Хендриксен        | 24      | Кестерен                  | Европа                 | Вода           |
| Новая Зеландия                   | Симран Мадан            | 21      | Окленд                    | Азия и Океания         | Воздух         |
| Нигерия                          | Эстер Олуватосин Аджайи | 27      | Экити                     | Африка                 | Эко            |
| Северная Македония               | Анджела Якимовска       | 26      | Скопье                    | Европа                 | Эко            |
| Норвегия                         | Лилли Содал             | 19      | Кристиансанн              | Европа                 | Воздух         |
| Пакистан                         | Аника Джамал Икбал      | 21      | Карачи                    | Азия и Океания         | Вода           |
| Палестина                        | Надин Аюб               | 27      | Рамалла                   | Азия и Океания         | Вода           |
| Панама                           | Валери Солис            | 19      | Панама                    | Америки                | Огонь          |
| Перу                             | Джанелла Паз            | 23      | Кальяо                    | Америки                | Огонь          |
| Филиппины                        | Дженни Рэмп             | 19      | Санта-Игнасия             | Азия и Океания         | Воздух         |
| Польша                           | Юлия Барыга             | 20      | Лодзь                     | Европа                 | Воздух         |
| Португалия                       | Мария Росадо            | 21      | Орен                      | Европа                 | Эко            |
| Пуэрто-Рико                      | Паулина Авилес          | 23      | Каролина                  | Америки                | Воздух         |
| Реюньон                          | Таис Паузе              | 18      | Сен-Дени                  | Африка                 | Вода           |
| Румыния                          | Аура Дософтей           | 27      | Бухарест                  | Европа                 | Эко            |
| Россия                           | Екатерина Вельмакина    | 19      | Москва                    | Европа                 | Воздух         |
| Шотландия                        | Марси Рид               | 27      | Глазго                    | Европа                 | Эко            |
| Сенегал                          | Камилла Диане           | 25      | Дакар                     | Африка                 | Эко            |
| Сербия                           | Милица Крстович         | 19      | Белград                   | Европа                 | Воздух         |
| Сьерра-Леоне                     | Шалом Джон              | 28      | Фритаун                   | Африка                 | Воздух         |
| Сингапур                         | Шармейн Нг              | 24      | Туа-Пайо                  | Азия и Океания         | Огонь          |
| Словакия                         | Каролина Михальчикова   | 23      | Тренчин                   | Европа                 | Огонь          |
| Словения                         | Леа Прстек              | 21      | Птуй                      | Европа                 | Вода           |
| ЮАР                              | Зифозетху Ситхебе       | 23      | Дурбан                    | Африка                 | Воздух         |
| Республика Корея                 | Мина Сью Чой            | 23      | Инчхон                    | Азия и Океания         | Воздух         |
| Южный Судан                      | Меланг Куол             | 22      | Абьей                     | Африка                 | Воздух         |
| Испания                          | Айя Коэн                | 21      | Севилья                   | Европа                 | Вода           |
| Шри-Ланка                        | Удани Сенанаяке         | 21      | Коломбо                   | Азия и Океания         | Огонь          |
| Таиланд                          | Чаванпхат Конгним       | 26      | Лопбури                   | Азия и Океания         | Эко            |
| Уганда                           | Каролина Нгабире        | 25      | Кьямпого                  | Африка                 | Эко            |
| США                              | Брайель Симмонс         | 21      | Форт-Вашингтон            | Америки                | Вода           |
| Венесуэла                        | Ориана Паблос           | 26      | Каракас                   | Америки                | Воздух         |
| Вьетнам                          | Тхать Тху Тхао          | 22      | Чавинь                    | Азия и Океания         | Вода           |
| Уэльс                            | Шерен Броган            | 24      | Кардифф                   | Европа                 | Огонь          |
| Замбия                           | Джойс Мванса            | 26      | Лусака                    | Африка                 | Воздух         |
| Зимбабве                         | Сахиле Дубе             | 25      | Хараре                    | Африка                 | Вода           |

### Комментарии
1. ↑  Возраст на момент проведения конкурса

### Сноски
1. ↑  @missearth. @kumuph, the Official Entertainment App Partner of #MissEarth2022, will stream all of this year's events LIVE! [Instagram]. Instagram (18 октября 2022). Дата обращения: 29 октября 2022.
2. ↑  Jacinto, Al. Miss Earth bets visit Zamboanga (англ.). Manila Times (17 ноября 2022). Дата обращения: 20 ноября 2022. Архивировано 27 ноября 2022 года.
3. ↑  Prima, Berkat. 9 Potret Eunike Suwandi, Putri Bumi Indonesia 2021 yang Memesona (индон.). IDN Times (30 декабря 2021). Дата обращения: 20 ноября 2022. Архивировано 20 ноября 2022 года.
4. ↑  Rafikasari, Diana. Selamat! Fariza Basrewan Menjadi Miss Earth Indonesia 2022 (неопр.). Koran Sindo (1 октября 2022). Дата обращения: 20 ноября 2022. Архивировано 8 октября 2022 года.
5. ↑  Natalia Salmon selected as Miss Earth USA 2022. The Times of India (12 января 2022). Дата обращения: 20 ноября 2022. Архивировано 4 декабря 2022 года.
6. 1 2  Brielle Simmons, Miss Earth USA 2022, to Compete at 2022 Miss Earth Pageant. Newswire.com (Press release) (англ.). 17 октября 2022. Архивировано 20 декабря 2022. Дата обращения: 20 ноября 2022.
7. ↑  Obelmejias, Yolimer. María Daniela Velasco conquista la corona de Miss Earth Venezuela 2021 (исп.). El Universal (15 октября 2021). Дата обращения: 20 ноября 2022. Архивировано 20 ноября 2022 года.
8. ↑  Aular, Axel (13 сентября 2022). Elizabeth Gasiba resigned from Miss Earth Venezuela for "other reasons". Últimas Noticias. Архивировано 23 августа 2023. Дата обращения: 23 августа 2023.
9. ↑  Musika, Chomba. Deposed Miss Earth Zambia sues for K300,000 (амер. англ.). Zambia Daily Mail (30 января 2023). Дата обращения: 23 августа 2023. Архивировано 2 мая 2023 года.
10. ↑  Prideaux, Sophie. Miss Earth 2022 contestants to watch, from first Miss Palestine to Miss Lebanon (англ.). The National (4 октября 2022). Дата обращения: 20 ноября 2022. Архивировано 10 декабря 2022 года.
11. ↑  Á hậu Hòa bình Campuchia từ bỏ danh hiệu (вьет.). Tiền Phong (14 ноября 2022). Дата обращения: 25 августа 2023.
12. ↑  Chi, Thanh. Á hậu Hòa bình Campuchia 2022 từ bỏ danh hiệu (вьет.). Thanh Niên (14 ноября 2022). Дата обращения: 25 августа 2023. Архивировано 25 августа 2023 года.
13. ↑  Arnaldo, Steph. South Korea's Mina Sue Choi is Miss Earth 2022 (амер. англ.). Rappler (30 ноября 2022). Дата обращения: 4 августа 2023. Архивировано 19 июля 2023 года.
14. ↑  Kwak, Yeon-soo. Korea's 1st winner at Big Four beauty pageant talks about true beauty (англ.). The Korea Times (15 декабря 2022). Дата обращения: 4 августа 2023. Архивировано 4 августа 2023 года.
15. ↑  South Korea's Mina Sue Cho is Miss Earth 2022; PH finishes in Top 20 (англ.). ABS-CBN News (29 ноября 2022). Дата обращения: 29 ноября 2022. Архивировано 7 февраля 2023 года.
16. ↑  Custodio, Arlo. Korea wins Miss Earth 2022 (англ.). The Manila Times (29 ноября 2022). Дата обращения: 4 августа 2023. Архивировано 4 августа 2023 года.
17. ↑  Palestine's Nadeen Ayoub nabs runner up title at Miss Earth beauty pageant (англ.). Arab News (30 ноября 2022). Дата обращения: 4 августа 2023.
18. 1 2  Tusing, David. Miss Palestine wins big in Miss Earth 2022 pageant as South Korea takes main crown (англ.). The National (29 ноября 2022). Дата обращения: 4 августа 2023. Архивировано 22 июля 2023 года.
19. ↑  Pagulong, Charmie Joy. Korean beauty named Miss Earth 2022. Philippine Star (1 декабря 2022). Дата обращения: 4 августа 2023. Архивировано 3 февраля 2023 года.
20. 1 2 3 4 5 6 7 8 9 10 11 12 13 14 15 16 17 18 19  Bracamonte, Earl. Korea wins Miss Earth 2022, Philippines in Top 20. Philippine Star (30 ноября 2022). Дата обращения: 30 ноября 2022. Архивировано 3 декабря 2022 года.
21. 1 2 3 4 5 6 7 8  Adina, Armin. Mina Sue Choi from South Korea is Miss Earth 2022 (англ.). INQUIRER.net (29 ноября 2022). Дата обращения: 29 ноября 2022. Архивировано 27 января 2023 года.
22. 1 2 3 4 5 6 7 8 9 10 11 12 13 14 15 16  Người đẹp Hàn Quốc đăng quang Hoa hậu Trái đất 2022 (вьет.). VnExpress (29 ноября 2022). Дата обращения: 4 августа 2023. Архивировано 28 июля 2023 года.
23. ↑  Diday, Tiya. Miss Earth 2022 Beachwear and Talent Competition in Romblon - Miss Isla de Romblon Winners. YouTube. Дата обращения: 30 сентября 2023. Архивировано 18 ноября 2022 года.
24. ↑  missearth. Special awards are given to Daphne Nivelles from Belgium as Miss Pontefino Estates 2022 and Jessica Cianchino from Canada as Miss Pontefino Hotel 2022. Instagram. Дата обращения: 30 сентября 2023. Архивировано 20 ноября 2022 года.
25. ↑  pageantmissology1. Miss Earth 2022 WINNERS (AIR GROUP) in Mexico Pampanga. Instagram. Дата обращения: 30 сентября 2023. Архивировано 19 ноября 2022 года.
26. ↑  miss_earth_reunion. Best in Creative Dress is Miss Earth Reunion @pausethais 🇷🇪🇫🇷. Instagram. Дата обращения: 30 сентября 2023. Архивировано 20 ноября 2022 года.
27. ↑  Bracamonte, Earl D. C. Miss Earth 2022 pageant season begins. Philippine Star (1 ноября 2022). Дата обращения: 20 ноября 2022. Архивировано 16 ноября 2022 года.
28. ↑  LOOK: Jenny Ramp stuns in 'kulasisi' fauna outfit for Miss Earth 2022 (амер. англ.). Rappler (30 октября 2022). Дата обращения: 28 ноября 2022. Архивировано 28 ноября 2022 года.
29. ↑  Villanueva, Brooke. LOOK: Philippines' Jenny Ramp wows in colasisi-inspired fauna costume for Miss Earth 2022. Philippine Star (29 октября 2022). Дата обращения: 28 ноября 2022. Архивировано 28 ноября 2022 года.
30. ↑  LOOK: Jenny Ramp's national costume for Miss Earth 2022 (амер. англ.). Rappler (6 ноября 2022). Дата обращения: 28 ноября 2022. Архивировано 28 ноября 2022 года.
31. ↑  Miss Earth 2022 Beauty of Face. YouTube. Дата обращения: 30 сентября 2023. Архивировано 12 ноября 2022 года.
32. ↑  Miss Earth 2022 Fitness & Form. YouTube. Дата обращения: 30 сентября 2023. Архивировано 12 ноября 2022 года.
33. ↑  Miss Earth 2022 Eco Video Presentation Asia & Oceania Delegates. YouTube. Дата обращения: 30 сентября 2023. Архивировано 12 ноября 2022 года.
34. ↑  Miss Earth 2022 Eco Video Presentation Europe Delegates. YouTube. Дата обращения: 30 сентября 2023. Архивировано 12 ноября 2022 года.
35. ↑  Miss Earth 2022 Eco Video Presentation African Delegates. YouTube. Дата обращения: 30 сентября 2023. Архивировано 15 ноября 2022 года.
36. ↑  Miss Earth 2022 Eco Video Presentation America Delegates. YouTube. Дата обращения: 30 сентября 2023. Архивировано 15 ноября 2022 года.
37. ↑  Miss Earth 2022 Press Presentation. YouTube. Дата обращения: 30 сентября 2023. Архивировано 15 ноября 2022 года.
38. 1 2 3 4  Adina, Armin. Miss Earth 2019 Nellys Pimentel returns to the Philippines (англ.). INQUIRER.net (14 ноября 2022). Дата обращения: 14 ноября 2022. Архивировано 14 ноября 2022 года.
39. ↑  Abubakar-Jocson, Liza. Miss Earth beauties in Zamboanga City for swimsuit competition. Manila Bulletin (16 ноября 2022). Дата обращения: 30 сентября 2023. Архивировано 22 ноября 2022 года.
40. ↑  Miss Earth 2022 Swimsuit Competition in Zamboanga, Philippines. YouTube. Дата обращения: 30 сентября 2023. Архивировано 18 ноября 2022 года.
41. ↑  Carreon, Frencie. 4 bets win gold medals in Miss Earth 2022 swimwear tilt (амер. англ.). MindaNews (17 ноября 2022). Дата обращения: 17 ноября 2022. Архивировано 17 ноября 2022 года.
42. ↑  Adina, Armin (20 ноября 2022). Miss Earth delegates mula Australia, Colombia, Cuba muling nagkamedalya sa Batangas. Philippine Daily Inquirer (таг.). Архивировано 20 ноября 2022. Дата обращения: 20 ноября 2022.
43. ↑  Dumaual, Mario. 'I grew up with it!' Miss Earth Nigeria, fan ng mga Kapamilya teleserye (тагальск.). ABS-CBN News (24 ноября 2022). Дата обращения: 25 ноября 2022. Архивировано 25 ноября 2022 года.
44. ↑  missearth. #MissEarth2022 Air Group Best in Beach Wear Gold winner is Mina Sue Choi from Korea. Instagram. Дата обращения: 30 сентября 2023. Архивировано 20 ноября 2022 года.
45. ↑  missearth. #MissEarth2022 Air Group Best in Beach Wear Silver winner is Julia Baryga from Poland. Instagram. Дата обращения: 30 сентября 2023. Архивировано 20 ноября 2022 года.
46. ↑  missearth. #MissEarth2022 Air Group Best in Beach Wear Bronze winner is Oriana Pablos from Venezuela. Instagram. Дата обращения: 30 сентября 2023. Архивировано 20 ноября 2022 года.
47. ↑  missearth. Ms. Earth 2022 - Preliminary Competition. Facebook. Дата обращения: 30 сентября 2023. Архивировано 20 ноября 2022 года.
48. ↑  Venezuela figura entre las favoritas para gala Miss Earth 2022 (исп.). El Universal (22 ноября 2022). Дата обращения: 25 ноября 2022. Архивировано 24 ноября 2022 года.
49. ↑  @missearth. #MissEarth2022 Air Group Best in Talent Gold winner is Ekaterina Velmakina from Russia. [Instagram] (англ.). Instagram (24 ноября 2022). Дата обращения: 25 ноября 2022.
50. ↑  @missearth. #MissEarth2022 Air Group Best in Talent Silver winner is Simran Madan from New Zealand. [Instagram] (англ.). Instagram (24 ноября 2022). Дата обращения: 25 ноября 2022.
51. ↑  @missearth. #MissEarth2022 Air Group Best in Talent Bronze winner is Katharina Sarah Prager from Austria. [Instagram] (англ.). Instagram (24 ноября 2022). Дата обращения: 25 ноября 2022.
52. ↑  @missearth. #MissEarth2022 Eco Group Best in Talent Gold winner is Esther Ajayi from Nigeria. [Instagram] (англ.). Instagram (25 ноября 2022). Дата обращения: 25 ноября 2022.
53. ↑  @missearth. #MissEarth2022 Eco Group Best in Talent Silver winner is Nandin Sergelen from Mongolia. [Instagram] (англ.). Instagram (25 ноября 2022). Дата обращения: 25 ноября 2022.
54. ↑  @missearth. #MissEarth2022 Eco Group Best in Talent Bronze winner is Maria Rosado from Portugal. [Instagram] (англ.). Instagram (25 ноября 2022). Дата обращения: 25 ноября 2022.
55. ↑  missearth. #MissEarth2022 Fire Group Best in Talent Gold winner is Sheyla Ravelo Perez from Cuba. Instagram. Дата обращения: 30 сентября 2023. Архивировано 20 ноября 2022 года.
56. ↑  missearth. #MissEarth2022 Fire Group Best in Talent Silver winner is Valerie Solis from Panama. Instagram. Дата обращения: 30 сентября 2023. Архивировано 20 ноября 2022 года.
57. ↑  missearth. #MissEarth2022 Fire Group Best in Talent Bronze winner is Alison Carrasco from France. Instagram. Дата обращения: 30 сентября 2023. Архивировано 20 ноября 2022 года.
58. ↑  @missearth. #MissEarth2022 Water Group Best in Talent Gold winner is Alannah Larkin from Ireland. [Instagram] (англ.). Instagram (25 ноября 2022). Дата обращения: 25 ноября 2022.
59. ↑  @missearth. #MissEarth2022 Water Group Best in Talent Silver winner is Sakhile Dube from Zimbabwe. [Instagram] (англ.). Instagram (25 ноября 2022). Дата обращения: 25 ноября 2022.
60. ↑  @missearth. #MissEarth2022 Water Group Best in Talent Bronze winner is Lea Prstec from Slovenia. [Instagram] (англ.). Instagram (25 ноября 2022). Дата обращения: 25 ноября 2022.
61. 1 2 3 4 5 6 7 8 9 10 11 12 13 14 15 16 17 18 19 20 21  Delegates 2022. Miss Earth. Дата обращения: 30 сентября 2023. Архивировано 19 октября 2021 года.
62. ↑  Nhan sắc nóng bỏng tựa 'thiên thần nội y' của tân Hoa hậu Trái đất Albania 2022 (вьет.). Tiền Phong (15 июня 2022). Дата обращения: 20 июня 2022. Архивировано 11 декабря 2022 года.
63. ↑  Una platense se postula al "Miss Earth", un concurso de belleza y medioambiente que busca su representante de Argentina (исп.). Laplata1.com (6 июня 2022). Дата обращения: 30 июля 2022. Архивировано 1 декабря 2022 года.
64. ↑  Concepcion, Eton B. Taylor Swift look-alike early favorite in Miss Earth 2022 (амер. англ.). Manila Standard (10 ноября 2022). Дата обращения: 20 ноября 2022. Архивировано 6 февраля 2023 года.
65. ↑  Niederösterreicherin zur "Miss Earth Austria" 2022 gekrönt (нем.). Kurier (24 июля 2022). Дата обращения: 24 июля 2022. Архивировано 7 октября 2022 года.
66. ↑  Những mỹ nhân có khả năng giành vương miện Hoa hậu Trái Đất 2022 (вьет.). VTC News (29 ноября 2022). Дата обращения: 23 августа 2023. Архивировано 1 октября 2023 года.
67. ↑  Vlaamse Daphne Nivelles is de nieuwe Miss Exclusive. En ze is absoluut niet mis… (foto's) (нидерл.). Clint (8 мая 2022). Дата обращения: 8 мая 2022. Архивировано 31 октября 2022 года.
68. ↑  Meet Simone Sleeuw, Miss Earth Belize 2021 (амер. англ.). Love FM (25 октября 2022). Дата обращения: 25 ноября 2022. Архивировано 10 декабря 2022 года.
69. ↑  Zukić, A. Nova Miss Earth Bosne i Hercegovine Dajana Šnjegota za "Avaz": Nisam očekivala pobjedu (хорв.). Dnevni avaz (3 марта 2022). Дата обращения: 6 марта 2022. Архивировано 31 октября 2022 года.
70. ↑  VÍDEO: Jessica Pedroso, de São Paulo, vence o Miss Brasil Terra 2022 (порт.). ND Mais (13 октября 2022). Дата обращения: 14 октября 2022. Архивировано 31 октября 2022 года.
71. ↑  Johnson, Ndekezi. U Burundi bwihakanye umukobwa waserukanye ikariso mu irushanwa ry'ubwiza (амер. англ.). Umuseke (17 ноября 2022). Дата обращения: 20 ноября 2022. Архивировано 20 ноября 2022 года.
72. ↑  Stephany Amado é a Miss Cabo Verde Internacional 2022 (порт.). Expresso das Ilhas (4 сентября 2022). Дата обращения: 20 ноября 2022. Архивировано 6 декабря 2022 года.
73. ↑  Assiatou, Ngapout M. Miss Cameroun 2022: Julie Samantha Edima sacrée (неопр.). Cameroon Tribune (9 января 2022). Дата обращения: 20 ноября 2022. Архивировано 20 ноября 2022 года.
74. ↑  Requintina, Robert. Miss Earth Canada 2022 Jessica Victoria Cianchino advocates for mental health awareness (амер. англ.). Manila Bulletin (9 ноября 2022). Дата обращения: 20 ноября 2022. Архивировано 23 ноября 2022 года.
75. ↑  Estudiante de medicina se corona como Miss Earth Chile 2022: representará al país en Filipinas (исп.). BioBioChile - La Red de Prensa Más Grande de Chile (11 августа 2022). Дата обращения: 20 ноября 2022. Архивировано 20 ноября 2022 года.
76. ↑  2022地球小姐中国区大赛总决赛暨颁奖盛典圆满落幕 (кит.). China Daily (21 октября 2022). Дата обращения: 30 сентября 2023. Архивировано 23 октября 2022 года.
77. ↑  Telaumbanua, Martha. 9 Potret Miss Earth Kolombia 2022 Andrea Aguilera, Auranya Mahal! (индон.). IDN Times (20 ноября 2022). Дата обращения: 24 ноября 2022. Архивировано 24 ноября 2022 года.
78. ↑  Mlada Vinkovčanka borit će se za titulu Miss Earth 2022. na Filipinima: Predviđate li joj pobjedu? (неопр.). Jutarnji list (14 ноября 2022). Дата обращения: 20 ноября 2022. Архивировано 20 ноября 2022 года.
79. ↑  González, Deneb. Sheyla Ravelo Pérez: El rostro de Cuba al concurso internacional de belleza Miss Earth 2022 (исп.). CiberCuba (10 октября 2022). Дата обращения: 20 ноября 2022. Архивировано 2 декабря 2022 года.
80. ↑  Nieves Marcano crowned new Miss Earth Dominican Republic (амер. англ.). Dominican Republic Live (6 сентября 2021). Дата обращения: 23 ноября 2021. Архивировано 19 сентября 2021 года.
81. ↑  Mina Sue Choi de Corea es la nueva Miss Earth 2022 mientras la ecuatoriana Susan Toledo no logró clasificar (исп.). Qué Noticias (30 ноября 2022). Дата обращения: 23 августа 2023. Архивировано 2 мая 2023 года.
82. ↑  Sajan, Kiran. Basingstoke woman, 27, crowned Miss Earth England (англ.). Basingstoke Gazette (7 августа 2022). Дата обращения: 24 ноября 2022. Архивировано 28 октября 2022 года.
83. ↑  Trumsi, Getter. Kõmulises tõsielusaates tuntuks saanud Liisi põrutas missimaailma (эст.). Postimees (7 июля 2022). Дата обращения: 20 ноября 2022. Архивировано 31 октября 2022 года.
84. ↑  Africa's week in pictures: 11 - 17 November 2022. BBC News (англ.). 18 ноября 2022. Архивировано 29 ноября 2022. Дата обращения: 23 августа 2023.
85. ↑  Une nouvelle Miss Élégance nationale venue de Guadeloupe est sacrée à Forges-les-Eaux. actu.fr (14 марта 2022). Дата обращения: 30 сентября 2023. Архивировано 15 апреля 2023 года.
86. ↑  Τελικός Εθνικών Καλλιστείων GS HELLAS 2021: Ο απόλυτος θρίαμβος της ομορφιάς (неопр.). Kalamata Times (5 октября 2021). Дата обращения: 26 ноября 2021. Архивировано 11 декабря 2022 года.
87. ↑  Prima, Berkat. 9 Potret Friendly Karina Basrewan di Masa Karantina Miss Earth 2022 (индон.). IDN Times (23 ноября 2022). Дата обращения: 10 августа 2023. Архивировано 30 апреля 2023 года.
88. ↑  Andini, Dewi. 9 Potret Mahrou Ahmadi, Miss Earth Iran 2022 yang Bikin Terpukau (индон.). IDN Times (25 октября 2022). Дата обращения: 25 ноября 2022. Архивировано 1 ноября 2022 года.
89. ↑  Miss Earth Ireland crowned at Mayo grand finale. Connaught Telegraph (30 мая 2022). Дата обращения: 30 сентября 2023. Архивировано 24 октября 2022 года.
90. ↑  2022ミス・アース・ジャパンにミス埼玉の松本真映さん「心から輝くことが大事」憧れは米倉涼子 - 芸能 : 日刊スポーツ (яп.). Nikkan Sports (26 июля 2022). Дата обращения: 25 ноября 2022. Архивировано 24 ноября 2022 года.
91. ↑  Sarholz, Clemens. "Kinder sind unsere Zukunft" (нем.). Luxemburger Wort (26 июля 2021). Дата обращения: 23 августа 2023.
92. ↑  Kopytin, Yuri. Aizhan Chanacheva to represent Kyrgyzstan at Miss Earth 2022 pageant (амер. англ.). 24.kg (20 июля 2022). Дата обращения: 23 августа 2023. Архивировано 15 апреля 2023 года.
93. ↑  Visapra, Phontham. Miss Earth Laos Leaves for the Philippines to Compete in Miss Earth 2022 (амер. англ.). Laotian Times (14 ноября 2022). Дата обращения: 23 августа 2023. Архивировано 24 марта 2023 года.
94. ↑  Newly crowned Miss Earth Malaysia 2022 calls for a law to address food going to waste (англ.). Malay Mail (28 марта 2022). Дата обращения: 24 ноября 2022. Архивировано 24 октября 2022 года.
95. ↑  Kim Pelham selected as Miss Malta 2021. The Times of India (10 ноября 2021). Дата обращения: 28 ноября 2022. Архивировано 4 декабря 2022 года.
96. ↑  Bermúdez, Por Marcelo. Indira Pérez, la veracruzana coronada como Miss Earth México 2022 (исп.). E-Consulta (11 октября 2021). Дата обращения: 23 ноября 2021. Архивировано 11 декабря 2022 года.
97. ↑  18-year-old Nandin Sergelen to represent Mongolia at 'Miss Earth 2022' contest. AKIpress (24 октября 2022). Дата обращения: 25 ноября 2022. Архивировано 1 декабря 2022 года.
98. ↑  Anđela Drašković iz Zete na Filipinima predstavlja Crnu Goru u trci za Mis Svijeta (FOTO) (неопр.). Volim Podgoricu (19 ноября 2022). Дата обращения: 28 ноября 2022. Архивировано 28 января 2023 года.
99. ↑  Priyanka Rani Joshi crowned Miss Nepal 2022. Collegenp (19 июня 2022). Дата обращения: 30 сентября 2023. Архивировано 11 декабря 2022 года.
100. ↑  Mahajan, Praneeta. Environment activist crowned Miss Earth New Zealand 2022 (амер. англ.). India Newslink (7 октября 2022). Дата обращения: 20 ноября 2022. Архивировано 17 октября 2022 года.
101. ↑  Fan lắc đầu vì nhan sắc kém nổi bật của đại diện Nigeria tại Miss Earth: Thua cả Thạch Thu Thảo (вьет.). Saostar.vn (31 августа 2022). Дата обращения: 20 ноября 2022. Архивировано 20 ноября 2022 года.
102. ↑  DeNiazi, Daniel. Lilly Sødal deltar i Miss Earth (неопр.). Extraavisen (18 ноября 2022). Дата обращения: 20 ноября 2022. Архивировано 19 ноября 2022 года.
103. ↑  Wake Up Palestine – Miss Earth Palestine. Jerusalem 24 (14 июня 2022). Дата обращения: 30 сентября 2023. Архивировано 11 декабря 2022 года.
104. ↑  Basco, Karl Cedrick. Jenny Ramp wins Miss Earth Philippines 2022. ABS-CBN News (6 августа 2022). Дата обращения: 30 сентября 2023. Архивировано 1 декабря 2022 года.
105. ↑  Julia Baryga reprezentantką Polski w Miss Earth 2022 (пол.). Miss Polonia. Дата обращения: 23 сентября 2022. Архивировано 27 ноября 2022 года.
106. ↑  Ribatejana Maria Rosado vence Miss Queen Portugal (порт.). Correio do Ribatejo (15 апреля 2022). Дата обращения: 30 сентября 2023. Архивировано 20 марта 2023 года.
107. ↑  Paulina Avilés se corona como Miss Earth Puerto Rico (исп.). Primera Hora (2 февраля 2022). Дата обращения: 15 февраля 2022. Архивировано 24 октября 2022 года.
108. ↑  Mont-Rouge, Yves. Miss Earth international aux Philippines : Thaïs Pausé représentera la Réunion ! (неопр.). Radio Free Dom (17 октября 2022). Дата обращения: 23 августа 2023. Архивировано 24 октября 2022 года.
109. ↑  Ненко, Илья. Кто такая Екатерина Вельмакина? Смотрим фото победительницы конкурса «Краса России — 2021». Maxim (19 ноября 2021). Дата обращения: 23 ноября 2021. Архивировано 11 декабря 2022 года.
110. ↑  ALO! MISS LETA 2022. Odluka je doneta, prelepa Milica Krstović odnela je titulu najlepše (FOTO/VIDEO) (серб.). Alo! (21 сентября 2022). Дата обращения: 20 ноября 2022. Архивировано 24 октября 2022 года.
111. ↑  Dumaual, Mario (20 ноября 2022). Miss Earth 2022 candidates na may dugong Pinoy, nakaw-eksena. ABS-CBN News (таг.). Архивировано 21 ноября 2022. Дата обращения: 20 ноября 2022.
112. ↑  Slovensko pozná NOVÚ MISS: Zatienila ju Plačková… FOTO Verejná ŽIADOSŤ O RUKU! (словац.). Topky (11 сентября 2022). Дата обращения: 12 сентября 2022. Архивировано 24 сентября 2022 года.
113. ↑  Nova Miss Earth Slovenije postala Ptujčanka Lea Prstec (неопр.). 24ur.com. Дата обращения: 10 октября 2022. Архивировано 17 октября 2022 года.
114. ↑  McCartney, Neil (30 сентября 2022). Queen of the soil. The Citizen. Архивировано 20 ноября 2022. Дата обращения: 20 ноября 2022 — PressReader.
115. ↑  Lumagsao, Raymond. Panuorin: Game na game na pagkanta ni Miss Earth Korea ng 2NE1 hit na 'I Don't Care' (тагальск.). Balita (23 ноября 2022). Дата обращения: 28 ноября 2022. Архивировано 25 марта 2023 года.
116. ↑  Miettaux, Florence (13 ноября 2022). Letter from Juba: The rise of South Sudanese models. Le Monde (англ.). Архивировано 23 августа 2023. Дата обращения: 23 августа 2023.
117. ↑  Viveros, María del Mar Polo. Aya Kohen, la representante de España pone rumbo a Filipinas (исп.). EUSA News (25 октября 2022). Дата обращения: 23 августа 2023. Архивировано 22 марта 2023 года.
118. ↑  มงลง น้องสปาย คว้าตำแหน่ง นางงามรักษ์โลก Miss Earth Thailand 2022 (тайск.). Kom Chad Luek (30 августа 2022). Дата обращения: 30 августа 2022. Архивировано 23 октября 2022 года.
119. ↑  Bravo, Frances Karmel S. Miss Earth Uganda 2022 shares reasons for wanting to stay in the Philippines (англ.). PEP.ph (29 ноября 2022). Дата обращения: 26 сентября 2023. Архивировано 19 апреля 2023 года.
120. ↑  Oriana Pablos es designada Miss Venezuela Tierra 2022 (исп.). El Universal (5 октября 2022). Дата обращения: 30 сентября 2023. Архивировано 26 ноября 2022 года.
121. ↑  Thạch Thu Thảo thi Miss Earth 2022. vnexpress.net. Дата обращения: 18 июля 2022. Архивировано 5 декабря 2022 года.
122. ↑  Nhan sắc bộ ba Hoa hậu Trái đất vừa đăng quang khiến fans thất vọng (вьет.). Tiền Phong (25 июля 2022). Дата обращения: 23 августа 2023.
123. ↑  Mandizha, Faith (25 ноября 2022). Model for Miss Earth. H Metro. Архивировано 19 сентября 2019. Дата обращения: 23 августа 2023 — PressReader.